# Henry Corden
Henry Corden est un acteur américain, né le 6 janvier 1920 à Montréal (Canada)et mort le 19 mai 2005 à Los Angeles (Californie).

## Filmographie

### Cinéma
- 1947 : La Vie secrète de Walter Mitty (The Secret Life of Walter Mitty) de Norman Z. McLeod : Hendrick
- 1949 : Plaisirs interdits de Sam Newfield (non crédité) : Hugo, le manager du club
- 1949 : La Vengeance des Borgia (Bride of Vengeance) de Mitchell Leisen : Scout
- 1950 : Deux Nigauds légionnaires (Abbott and Costello in the Foreign Legion) de Charles Lamont : Ibrim
- 1950 : J'ai trois amours (Please Believe Me) de Norman Taurog : A.A. Kaslosian, Rug Salesman
- 1950 : Quand la ville dort (The Asphalt Jungle) de John Huston : Karl Anton Smith
- 1950 : Le Chant de la Louisiane (The Toast of New Orleans) de Norman Taurog : Pêcheur
- 1950 : Kim de Victor Saville : Conspirateur
- 1950 : Mrs. O'Malley and Mr. Malone de Norman Taurog : Serveur du club de nuit
- 1951 : L'épée de Monte-Cristo (en) (The Sword of Monte Cristo) de Maurice Geraghty : Bouchard
- 1951 : Iron Man de Joseph Pevney : Parieur
- 1951 : Symphonie en 6.35 (Behave Yourself!) de George Beck : Numi
- 1952 : Viva Zapata ! d'Elia Kazan : Senior Officer
- 1952 : Une fille dans chaque port (A Girl in Every Port) de Chester Erskine : Candy Nose
- 1952 : Scaramouche de George Sidney : Scaramouche the Drinker
- 1952 : Au pays de la peur (The Wild North) : Clerk
- 1952 : L'Homme à la carabine (Carbine Williams) : Bill Stockton
- 1952 : Le Fils d'Ali Baba (Son of Ali Baba) : Capitaine Baka
- 1952 : Gosses des bas-fonds (Bloodhounds of Broadway) d'Harmon Jones : Selly Bennett
- 1952 : Le Mystère du Château noir (The Black Castle) : Fender
- 1952 : Hiawatha de Kurt Neumann : Ottobang
- 1953 : La Petite Constance (Confidentially Connie) : Frank Schultz
- 1953 : La Loi du silence (I Confess) : Det. Sgt. Farouche
- 1953 : The System (en) de Lewis Seiler : Specs alias Marty Kubek
- 1953 : Deux Nigauds contre le Dr Jekyll et Mr Hyde (Abbott and Costello Meet Dr Jekyll and M.. Hyde) : Acteur en costume javanais
- 1953 : Fort Alger (Fort Algiers) : Yessouf
- 1954 : Richard Cœur de Lion (King Richard and the Crusaders) : Roi Philippe de France
- 1954 : L'Égyptien (The Egyptian) : Hittite officer
- 1955 : La Chérie de Jupiter (Jupiter's Darling) : Carthalo
- 1956 : Les Dix Commandements (The Ten Commandments) de Cecil B. DeMille : Sheik de Sinai
- 1959 : La Fin d'un voyou (Cry Tough) : M.. Fuente
- 1960 : Les Aventuriers du fleuve (The Adventures of Huckleberry Finn) : Mate
- 1961 : Hold-up au quart de seconde (Blueprint for Robbery) : Preacher Doc
- 1961 : When the Clock Strikes (en) : Cady
- 1961 : Les Lycéennes (en) (Tammy Tell Me True) : Capitaine Armand
- 1963 : Island of Love
- 1965 : Étranges compagnons de lit (Strange Bedfellows) : Interprète de Sheik
- 1965 : McHale's Navy Joins the Air Force : NKVD deputy
- 1966 : Frankie and Johnny : Gypsy
- 1966 : Don't Worry, We'll Think of a Title : Lerowski
- 1966 : Dominique (The Singing Nun)
- 1969 : Cramponne-toi, Jerry (Hook, Line & Sinker) de George Marshall : Kenyon Hammercher
- 1981 : Modern Problems : Dubrovnik
- 1987 : No Man's Valley : Chef (voix)
- 1994 : The Flintstones: Wacky Inventions (vidéo) : Fred Flintstone (voix)
- 1996 : The Flintstones Christmas in Bedrock (vidéo) : Fred Flintstone (voix)

### Télévision
- 1962 : The Jetsons : Voix additionnelles
- 1965 : Agent sans secret (The Secret Squirrel Show) : Voix additionnelles
- 1965 : Papa Schultz (Hogan's Heroes) : Gen. von Kaplow
- 1967 : The Atom Ant/Secret Squirrel Show (en) : Paw Rugg (voix)
- 1967 : Atomas, la fourmi atomique (The Atom Ant Show) : Paw Rugg (voix)
- 1968 : Banana Split : Bez / Paw Rugg (voix)
- 1970 : Globetrotters de Harlem (voix)
- 1970 : Josie and the Pussycats : Voix additionnelles
- 1972 : Keep the Faith : Rosenthal
- 1972 : The Barkleys (en) : Arnie Barkley (voix)
- 1972 : The Flintstone Comedy Hour (en) : Fred Flintstone (voix)
- 1973 : Yogi's Gang (en) : Paw Rugg (voix)
- 1973 : Oh, Baby, Baby, Baby... : Dr Roth
- 1973 : Butch Cassidy (voix)
- 1974 : These Are the Days (en) : Voix additionnelles
- 1975 : Jokebook : Voix additionnelles
- 1975 : The New Tom & Jerry Show : Voix additionnelles
- 1975 : Return to the Planet of the Apes : General Urko (voix)
- 1976 : The Scooby-Doo/Dynomutt Hour : M.. Hyde (ep. 1); The Prophet (ep 16) / Willie The Weasel
- 1976 : The Kelly Monteith Show : Regular
- 1977 : Fred Flintstone and Friends (en) : Fred Flintstone (voix)
- 1977 : C B Bears (en) : Bump (voix)
- 1977 : A Flintstone Christmas (en): Fred Flintstone (voix)
- 1978 : Dynomutt Dog Wonder (en) : Willie the Weasel / M.. Hyde / The Prophet / Voix additionnelles
- 1978 : Challenge of the SuperFriends (en) (voix)
- 1979 : The Flintstones Meet Rockula and Frankenstone (en) : Fred Flintstone (voix)
- 1979 : The Flintstones Little Big League (en) : Fred Flintstone (voix)
- 1979 : The New Fred and Barney Show : Fred Flintstone (voix)
- 1979 : Fred and Barney Meet the Thing : Fred Flintstone (voix)
- 1979 : Fred and Barney Meet the Shmoo : Fred Flintstone (voix)
- 1980 : The Flintstones' New Neighbors : Fred Flintstone (voix)
- 1980 : Arok le barbare ("Thundarr the Barbarian") : Ookla the Mok
- 1980 : The Flintstones: Fred's Final Fling : Fred Flintstone / Singe #2 / Tortue #2 (voix)
- 1980 : Fred's Final Fling: Fred Flintstone (voix)
- 1980 : Les Entrechats ("Heathcliff") : Clem (1980-1982) (voix)
- 1981 : Fangface and Fangpuss : voix additionnelles
- 1981 : The Kwicky Koala Show (voix)
- 1981 : Les Schtroumpfs ("Smurfs") : voix additionnelles
- 1981 : Goldie Gold and Action Jack (voix)
- 1981 : Wind-Up Wilma : Fred Flintstone
- 1981 : Flintstones: Jogging Fever : Fred Flintstone
- 1982 : Here Comes Garfield (en) : Hubert (voix)
- 1983 : Mister T (voix)
- 1984 : Le Défi des gobots ("Challenge of the GoBots") : voix additionnelles
- 1986 : Mystérieusement vôtre, signé Scoubidou (The All-New Scooby and Scrappy-Doo Show) (voix)
- 1987 : The Jetsons Meet the Flintstones : Fred Flintstone / Knight (voix)
- 1988 : The Flintstone Kids' Just Say No Special : Ed Flintstone / Edna Flintstone (voix)
- 1993 : I Yabba-Dabba Do! : Fred Flintstone (voix)
- 1993 : Hollyrock-a-Bye Baby : Fred Flintstone (voix)
- 1994 : Le Conte de Noël des Pierrafeu (A Flintstones Christmas Carol) : Fred Flintstone (voix)